# Гарагай

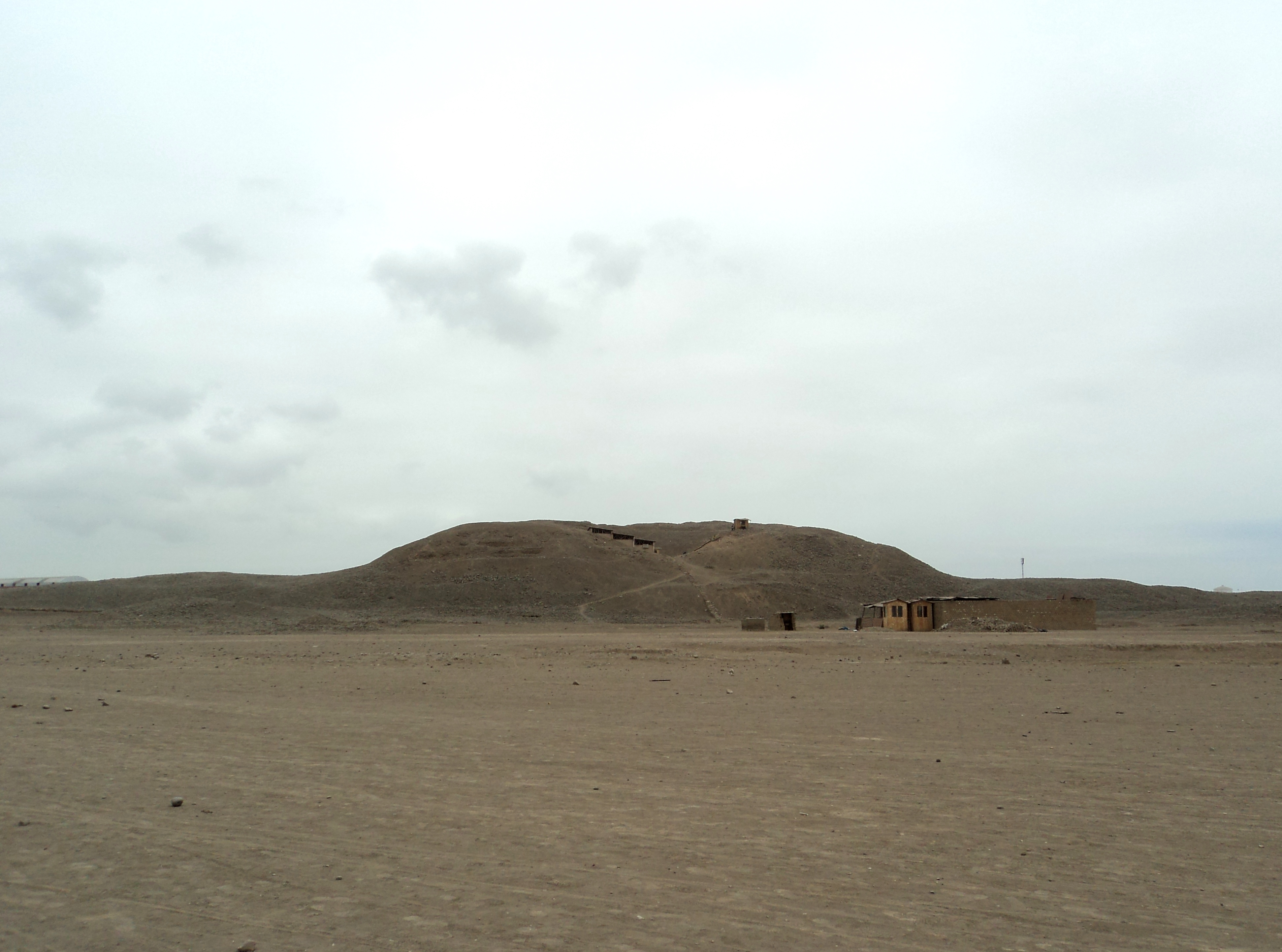
Гарагай в Перу

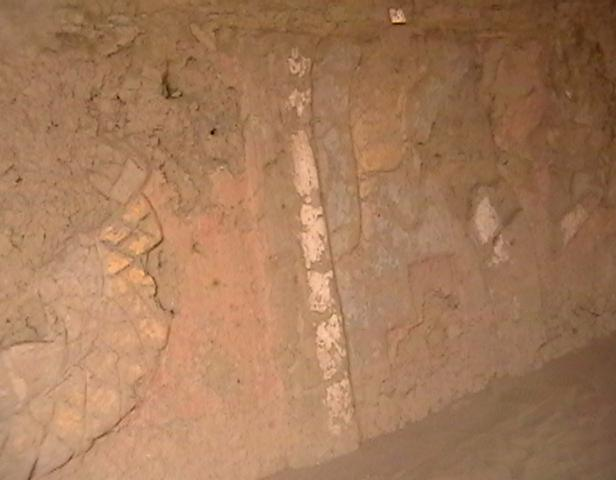
Поліхромні рельєфні фризи — відмінна риса Гарагайського храму

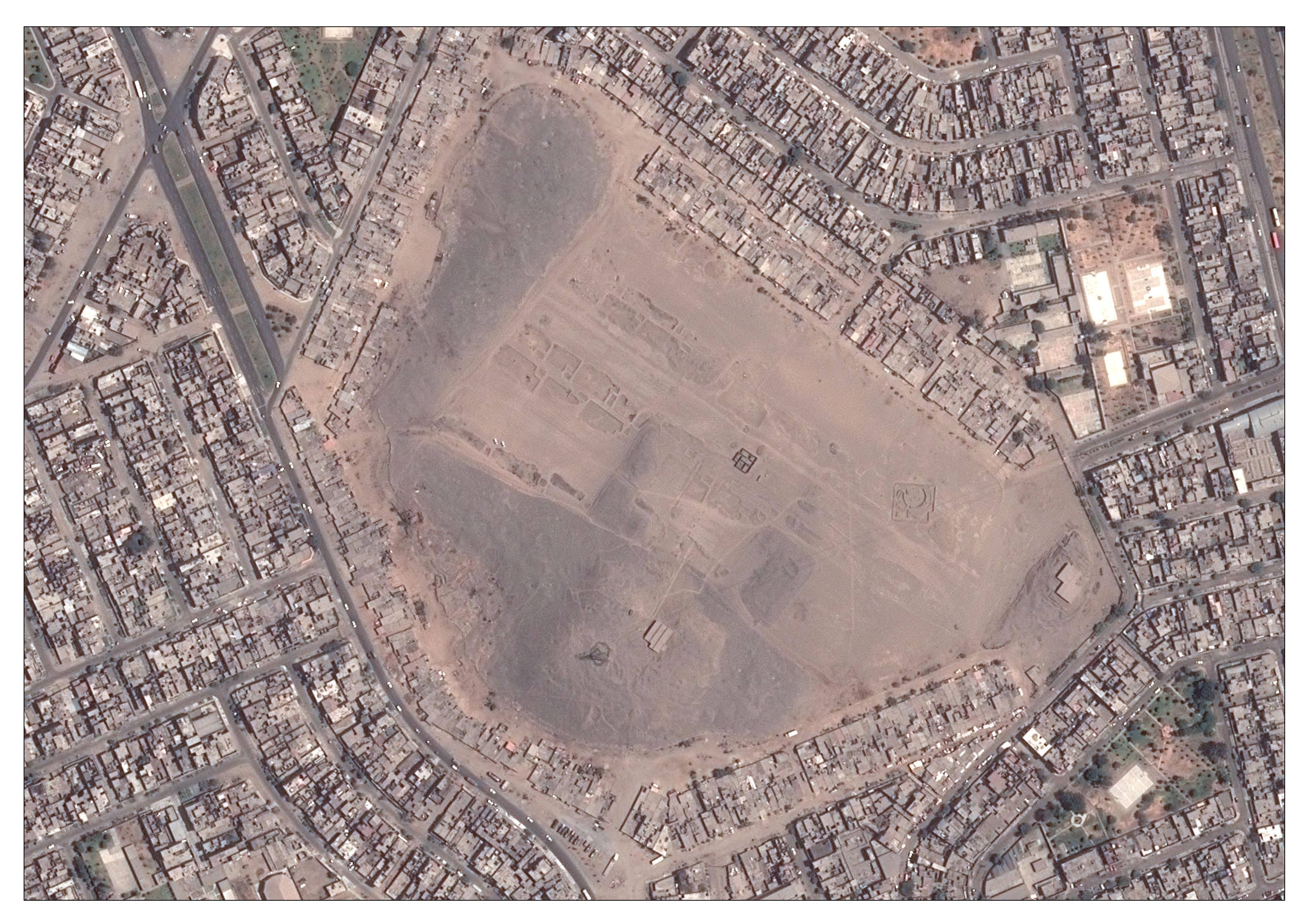
Вид на храм з повітря

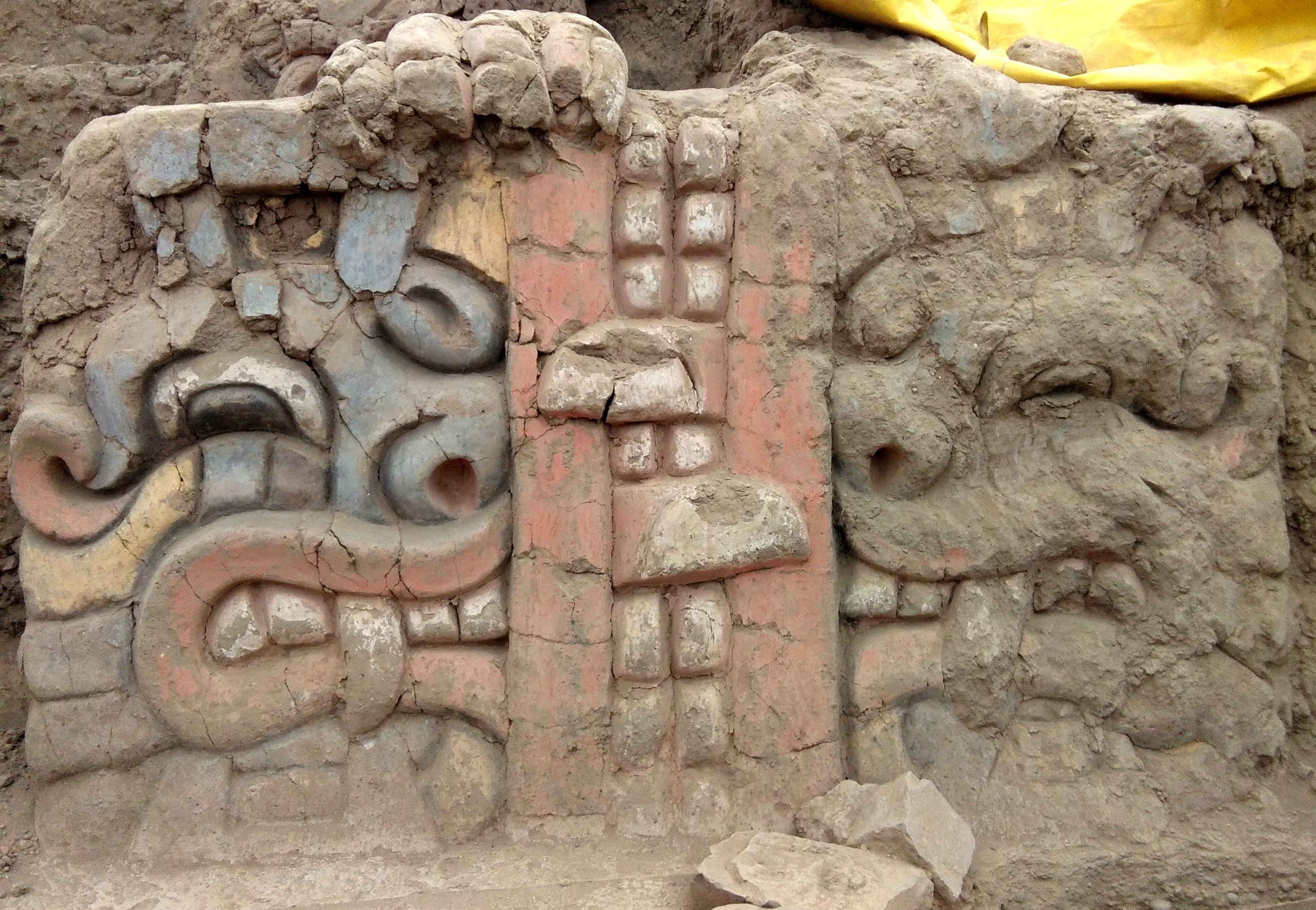
Частина храму

Гарагай, Garagay — археологічна пам'ятка чавін. Знаходиться в долині річки Рімак, Перу, округ Сан-Мартін-де-Поррес, в міській зоні Ліми, в зоні, відомої як «Urbanización El Pacífico», біля перехрестя вулиць Анхеліка-Гамарра (Angélica Gamarra) і Універсітарія (Universitaria).
Розкопками і вивченням Гарагаю займався в основному археолог Роджер Равінес в 1975 році.

## Стан
Збереження пам'ятки являє собою проблему через недостатню увагу з боку влади, впливу кліматичних умов і окремих вандалів. У недавні часи тут була розташована фабрика з виробництва цегли, пізніше древній храм слугувало основою для вежі високої напруги. 12 серпня 1985 року в археологічну зону увірвалися 850 бідних сімей, які заснували там тимчасові житла, які з часом перетворилися у постійні. При цьому пам'ятки зазнав розграбуванню. Зусилля Перуанського інституту по їх виселенню не принесли результатів.

## П-подібний храм
Пам'ятник утворений трьома великими спорудами, розташованими у вигляді літери П навколо великої площі. «Буква П» відкрита у напрямку на північний схід. Подібне планування будівлі було характерне для центрального узбережжя Перу в епоху формаційного періоду (2-е тис. до н. е. ). Всередині корпусу центрального храму розташована менша будівля з рельєфами на глині. Малюнки-рельєфи зображають людей і тварин. На підставі цих рельєфів висунута гіпотеза про приналежність Гарагаю до чавін.